# Cmentarze ewangelickie w Wieluniu

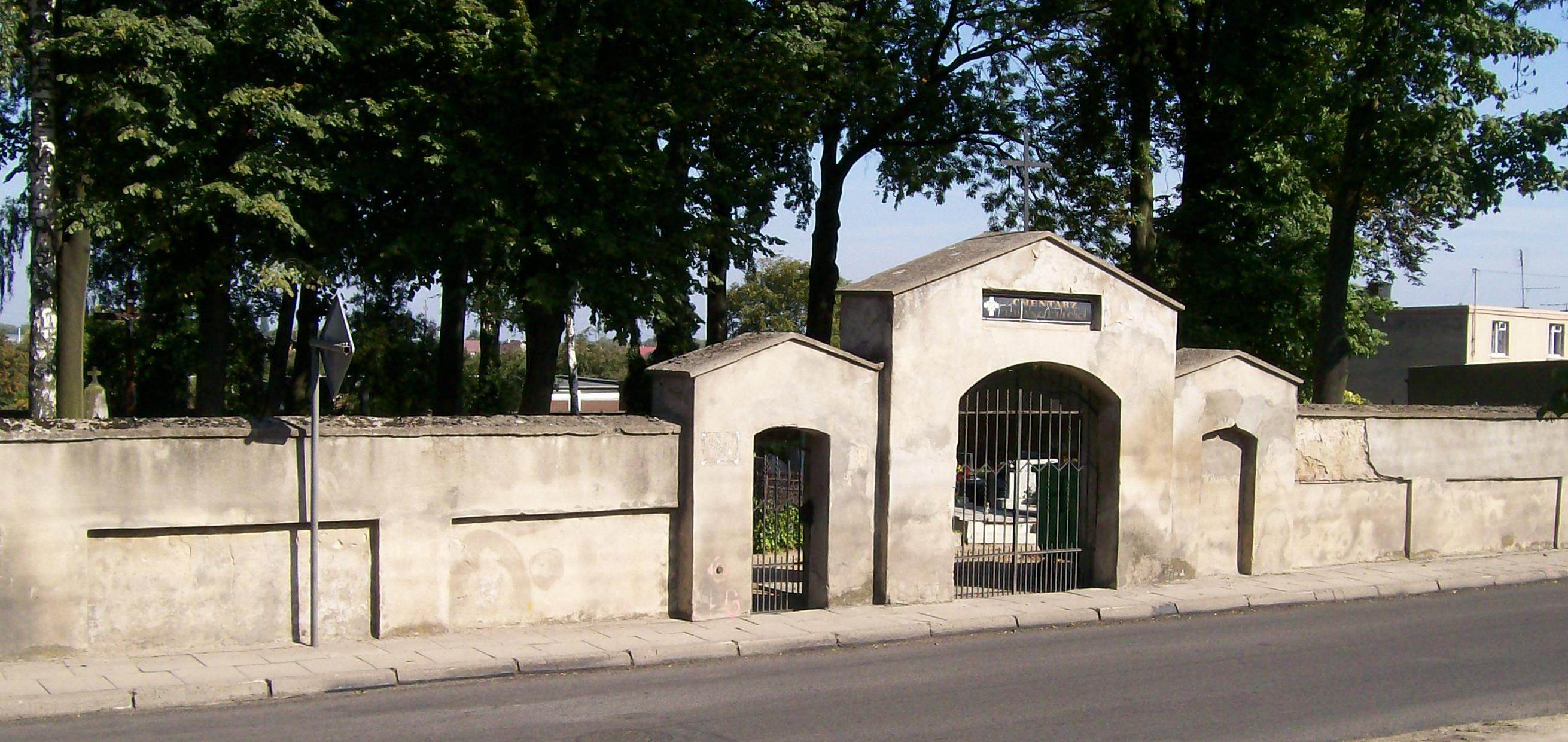
Brama obecnego cmentarza ewangelickiego przy ul. POW w Wieluniu

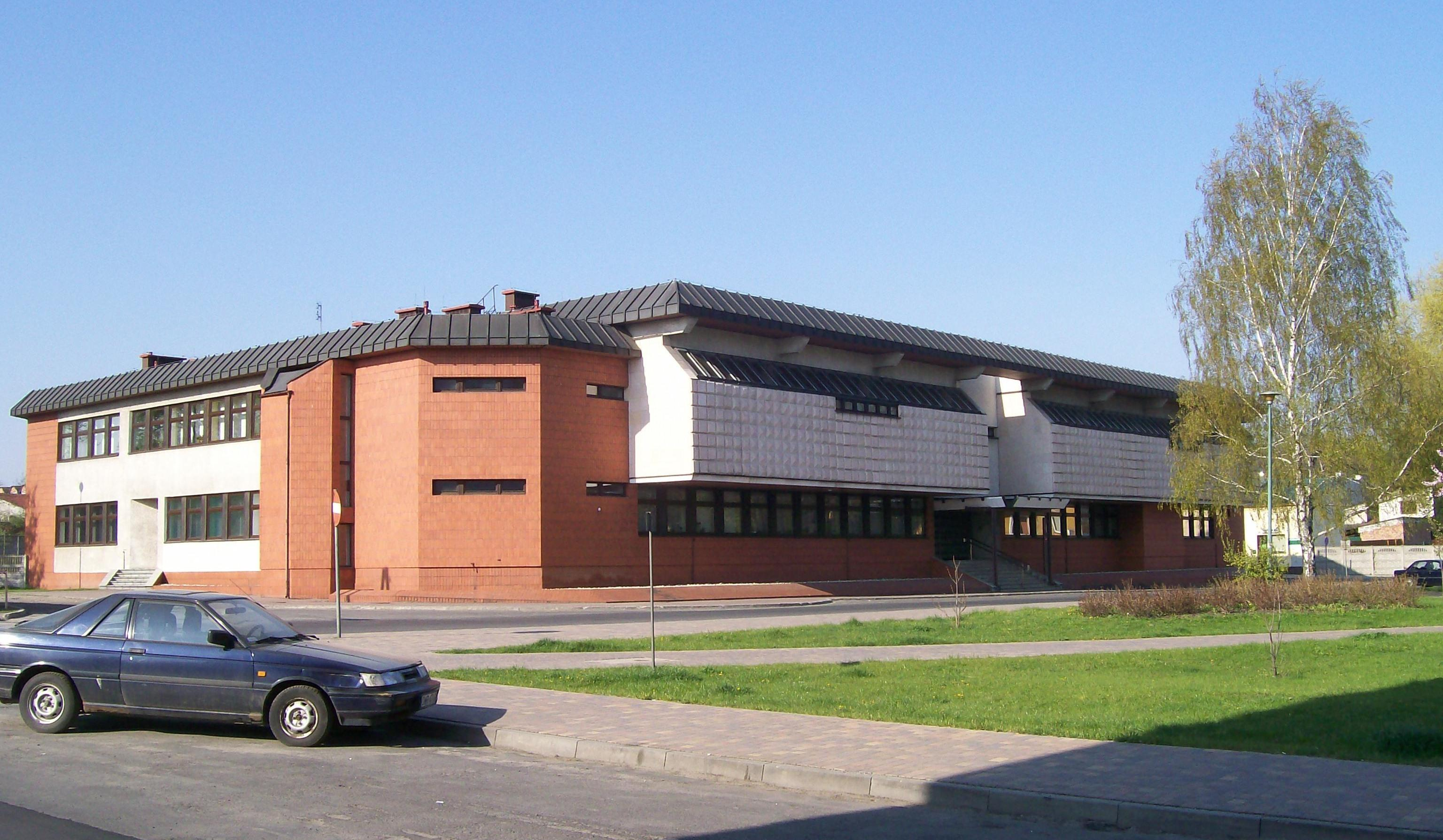
Gmach sądu rejonowego, wzniesiony na terenie pierwszego cmentarza ewangelickiego w Wieluniu

Cmentarze ewangelickie w Wieluniu – termin odnoszący się do dwóch cmentarzy ewangelickich w Wieluniu.
- Stary cmentarz ewangelicko-augsburski (nieistniejący) – pierwszy ewangelicki cmentarz. Został założony w Wieluniu w 1. poł. XIX w. w miejscu, gdzie obecnie znajduje się gmach Sądu Rejonowego. Został on zamknięty po epidemii cholery w 1873 r.
- Nowy cmentarz ewangelicko-augsburski – czynna nekropolia ewangelicko-augsburska otwarta w 1875 r. przy ówczesnej ulicy Widoradzkiej (obecna ul. POW). Wybuch epidemii zmusił władze do wyznaczenia nowego miejsca na cmentarz ewangelicki. Na cmentarzu spoczywa wielu zasłużonych dla Wielunia postaci, między innymi polski patriota i wieluński pastor Henryk Wendt. Na cmentarzu znajduje się kilka zabytkowych nagrobków.